# Campoplex gastroides
Campoplex gastroides là một loài tò vò trong họ Ichneumonidae.